# Jens Huckeriede
Jens Huckeriede (* 22. August 1949 in Hamburg; † 8. Dezember 2013 ebenda) war ein deutscher Filmemacher, Alternativunternehmer und Pädagoge.

## Leben
Jens Huckeriede wuchs in Hamburg auf. Er studierte Sozialpädagogik und war 1981 bis 1987 im Kinderhaus Heinrichstraße als „Alternativbuchhalter“ tätig. Danach wandte er sich dem Film zu. Hauptthema seit Anfang der 1990er Jahre waren dabei neue Formen der Erinnerung an den Holocaust. Von 1993 bis 2006 war er Vorstandsmitglied und anschließend hauptamtliches Mitglied der Geschäftsführung des Jugendhilfeträges Sternipark.

## Erinnerungsarbeit und künstlerisches Schaffen
1995 umrandete Jens Huckeriede in mehr als vierzig Stunden das ehemals jüdische Viertel in Hamburg-Altona mit dem Liedtext „An de Eck steiht’n Jung mit’n Tüdelband“, der auf das jüdische Gesangstrio Gebrüder Wolf zurückging. Im weiteren Verlauf recherchierte er die Lebensgeschichte dieser Brüder bis zu ihren Nachfahren in den USA und verarbeitete diese Recherche filmisch. Bereits zuvor hatte er die Auseinandersetzung um den jüdischen Friedhof in Hamburg-Ottensen, der überbaut werden sollte, durch einen Film, in dessen Mittelpunkt Gespräche mit Miriam Gillis-Carlebach, der Tochter des letzten, von den Nationalsozialisten ermordeten Oberrabbiners Altonas standen, dokumentiert. Ebenfalls mit Miriam Gillis-Carlebach und den Holocaust-Überlebenden Esther Bauer († 19. November 2016), Esther Bejarano und Shlomo Schwarzschild führte Huckeriede Interviews und veröffentlichte diese als Film insbesondere für Schüler. Huckeriede inszenierte von 1995 bis 2002 mehrere Performances im und vor dem Haus Wohlers Allee 58 in Hamburg, das bis 1938 als jüdisches Volksheim genutzt und Anfang der neunziger Jahre von Sternipark als Kindertagesstätte wieder eröffnet worden war. Damit sollte an die Geschichte der Juden in Altona erinnert werden. Seit 2007 verfolgte er ein ähnliches Projekt bezogen auf die Villa Guggenheim in der Rothenbaumchaussee 121 in Hamburg. Bis 1938 lebte in dem Haus die jüdische Familie Guggenheim, die dann vertrieben wurde und nach Rio de Janeiro auswanderte. Sein letztes Projekt waren Begegnungen von jungen Menschen aus mehreren Ländern auf dem Gelände des ehemaligen Konzentrationslagers Neuengamme. Mit allen Projekten wollte Jens Huckeriede die Entwicklung „neuer Formen der Erinnerung“ von jungen Menschen an den Holocaust fördern.

## Strompreisboykott
In den achtziger Jahren organisierte Jens Huckeriede gemeinsam mit anderen einen Boykott der Strompreiszahlungen von Kinderprojekten in Hamburg an die dortigen Elektrizitätswerke. Begründet wurde dies damit, dass den in Hamburg ansässigen Aluminiumwerken ein erheblich geringer Strompreis gewährt wurde als sozialen Einrichtungen. Im Ergebnis boten die HEW einen deutlich günstigeren Preis an.

## Filmografie
- 1990: Lubitsch Junior, zusammen mit J. Ramcke, Christian Bau
- 1994: Beth Hachajim, Haus des Lebens, Auseinandersetzung um den jüdischen Friedhof in Hamburg-Altona
- 2003: return of the tüdelband – Gebrüder Wolf Story
- 2007: Diese Erinnerungen bleiben für immer, Lebensgeschichten von Esther Bauer (New York), Esther Bejarano (Hamburg), Miriam Gillis-Carlebach (Bar Ilan/Israel), Schlomo Schwarzschild (Haifa), ca. 4 Stunden
- 2009: Ab nach Rio – Die Akte Guggenheim
- 2013: sound in the silence